# The World (архіпелаг)

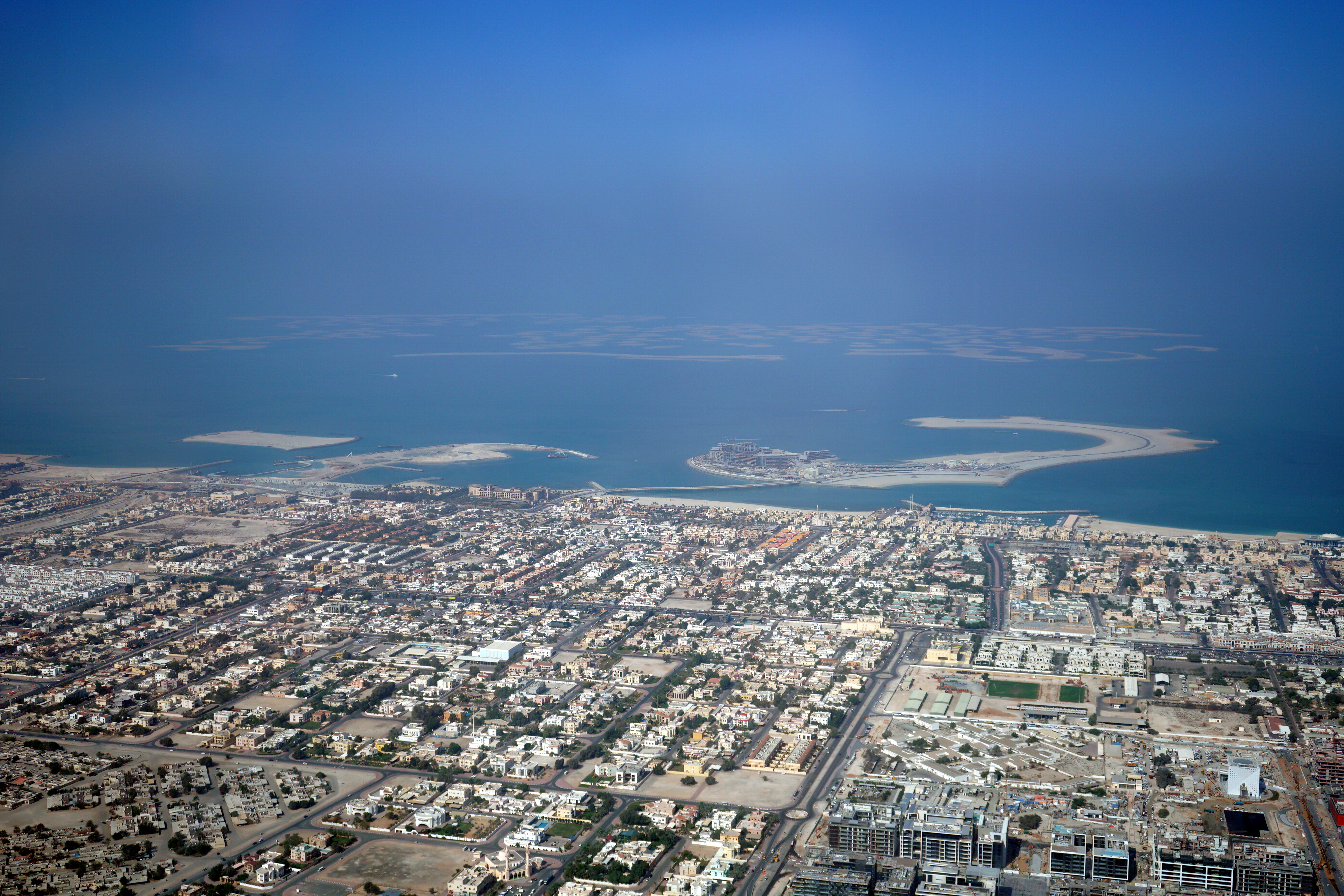
«Світ», вид з Бурдж-Халіфа, Дубай, лютий 2016 р

The World (укр. «Світ», араб. جزر العالم), або Світові острови — штучний архіпелаг, складається з декількох островів, загальною формою нагадує континенти Землі, знаходиться за 4 кілометри від берегової лінії Дубая в Об'єднаних Арабських Еміратах. Світові острови створені, головним чином, з піску мілких прибережних вод Дубая і, разом з Пальмовим островами, є ще одним штучним архіпелагом в околицях адміністративного центру емірату Дубай.
Головний забудовник проєкту The World — компанія Nakheel. Ідея створення такого архіпелагу належить кронпринцу емірату і Міністру оборони ОАЕ, шейху Мохаммеду бен Рашид аль-Мактуму.
Планується збільшити архіпелаг створенням нових островів за проєктом The Universe (Дубай).

## Опис
Загальна площа архіпелагу дорівнює 55 км², що робить його найбільшим штучним архіпелагом у світі.
Розміри островів варіюють від 14 тисяч до 83 тис. м², ширина проток між ними становить від 50 до 100 м з глибиною від 8 до 16 м.
При створенні островів використовувався пісок з Перської затоки. Фірма-підрядник використовує найсучасніші та найкращі технології Японії і Норвегії.
«Світ» сполучений з материком тільки водним та повітряним сполученням. Від великих хвиль комплекс захищає штучно зведений хвилеріз. Водопостачання і електрика надходить з материка. З метою збереження флори і фауни Перської затоки навколо островів побудовані рифи, щоб уникнути застою води встановлені спеціальні очисні споруди.
Планується, що «Світ» стане елітним співтовариством, яке буде складатися з обраних жителів Землі, обслуговчого персоналу і туристів, загальне число яких не перевищуватиме 200 тис. осіб.

## Ідея проєкту
Ідея створення архіпелагу «Світ» належить шейху Мохаммеду бен Рашид аль-Мактуму. Після того як в 1998 році в Дубаї було побудовано всесвітньо відомий семизірковий готель Burj Al Arab, місто стало справжньою Меккою для туристів. Але уряд зіткнувся з такою проблемою, що Дубай має лише 67 км природної берегової лінії, а до 1999 року, у зв'язку з активною забудовою, не залишилося пляжів. Дубай — це лінійне місто, розташоване вздовж узбережжя, і найдорожчі і значущі проєкти відбудовуються на пляжі. А оскільки пляжі закінчилися, виникла ідея будівництва насипних островів, які сьогодні можна побачити на карті.
Первісна ідея полягала у створенні 7 континентів у вигляді окремих островів. Але незабаром стало зрозуміло, що ніхто не купить такі великі шматки суші. Замість цього було прийнято рішення розділити 7 острів на десятки дрібніших, щоб будь-який інвестор зміг купити свій власний острів. Цей проєкт привернув до країні багато уваги тим, що інвестори можуть придбати собі «будь-яку частину планети», починаючи з «Англії» і «Франції» і закінчуючи будь-яким «штатом Америки», і згідно зі своїм бажанням перетворити острова в індивідуальний курорт, природний заповідник, поле для гольфу або комплекс палаців, ранчо, вілл.

## Будівництво
Знайти місце під майбутній проєкт насипних островів виявилося досить складно. Берегова лінія була зайнята Пальмовими островами. Тоді було прийнято рішення побудувати острови в 4 км від берега.
«Світ» на відміну від пальмових островів не пов'язаний з континентом, тут немає мостів. Увесь будівельний матеріал доставлявся по морю, а не на машинах, як у випадку з Пальмовими островами. Інженери вичерпували пісок із дна Перської затоки і розпилювали його над будівельним майданчиком, щоб створити острови. Треба було вирішити наступну проблему: коли насипався пісок, хвилі і течія його розмивали. Щоб захистити острови, потрібна була міцна дамба. За основу інженери взяли хвилеріз з пальмових островів в більшому масштабі. Він являє собою стіну пірамідальної форми, укріплену валунами вагою в 6 т, здатними витримати силу моря. Хвилеріз зміг протистояти штормам з півночі, що обрушуються на берег Дубая двічі на рік двометровими хвилями. Але він при цьому не закриває вид на море, що сталося з проєктом пальмових острів. Тому форму хвилеріза вибрали східчасту. Ідея була така ж як у коралових рифів. Конструкція працює в кілька етапів, зменшуючи енергію хвиль від 100 до 5 відсотків. Стінка першого ступеня забирає у хвилі половину її сили. Потім тертя хвилі об мілководді збільшується і, вдарившись об другу сходинку, хвиля знову втрачає силу. Нарешті, коли хвиля досягає вершини хвилеріза, вона майже зупиняється.
Через споруди пальмових острів в Дубаї закінчуються місцеві запаси піску. А будівництво «Світу» було в самому розпалі. Незважаючи на те, що Дубай оточують пустелі, інженерам потрібен морський пісок — крупнозернистий, який не розсипається і не забруднює навколишнє середовище. Пісок взяли в глибині затоки. Рівно через місяць вже були видно перші обриси «Світу». У квітні 2004 року з води показується перший острів. Острів отримав назву «Дубай». У наступні місяці обриси набули північний захід «Америки», «Азія» і «Близький Схід». У травні 2005 р. в затоку скинуто 15 мільйонів тонн каменю. Однак у міру того, як «Світ» зростав, зростала і небезпека застоювання. Морські води могли позеленіти і перетворитися на болота. Цьому сприяло те, що уздовж островів не було течії. Навколишньому середовищу цього району загрожувала серйозна небезпека. Але інженери знайшли рішення, яке «врятувало світ». Ним стали лопаті, які були зроблені в хвилерізах. Також для швидкої циркуляції води інженери поглибили канали. Морська фауна і корали залишилися в безпеці.

## Графік будівництва
Травень 2003: Створення архіпелагу «The World» передано компанії Nakheel, повне завершення намічене на 2008 рік. Початкова мета — створити 200 островів загальною площею 56 км².
Лютий 2004: Було оголошено, що архіпелаг буде складатися з 260 островів на території 9 км в довжину і 6 км в ширину, площа кожного острова становитиме близько 84 тис. кв.м., відстань між островами близько 50-100 м.
Серпень 2004: Було оголошено, що загальна вартість проєкту — 7,3 млрд AED (2 млрд $).
Серпень 2005: 88% островів були закінчені. Пісок, що використовувався для будівництва, закінчився. Згодом використовували близько 321 млн куб. м. землі і 31 т каменів.
Жовтень 2006: Шейх Мохаммед бен Рашид аль-Мактум подарував острів в районі «Антарктиди» вартістю 7 млн $ Міхаелю Шумахеру.
Грудень 2006: Було готове 90% островів.
Жовтень 2007: Було оголошено про продаж островів «Ірландія» і «Шанхай».
Грудень 2008: 70% островів було продано.

## Проєкти
Одним із найбільших інвесторів проєкту «Світ» є компанія з Кувейту. Вона купила острови «Австралія» і «Нова Зеландія», де на 19 островах у південній частині «Світу» збирається побудувати «Океану». Це океанічний курорт, що займає площу в 400 тис. кв.м. Згідно з планами, тут передбачається споруда майже 2 тисяч будівель, включаючи багатоквартирні будинки, особняки і будинки на палях.
На одному з островів штучного архіпелагу «Світ» мільярдер Сол Карцнер побудує готель під брендом One & Only.
Проєкт островів Aquitainia, закінчення будівництва якого намічене на 2012 рік, вмістить 816 житлових одиниць різного планування: квартири з однією і двома спальнями, пентхауси з трьома спальнями, вілли на воді та суші. Крім того, на Aquitainia буде побудований п'ятизірковий бутик-готель з 75 номерами і великою кількістю причалів для яхт і човнів.
Острів «Jal Aashwa» у вигляді морського коника буде створений біля узбережжя Дубай в Перській затоці до середини 2012 року. Острів увійде до складу «африканської» частини штучного архіпелагу The World.
Проєкт «Острів Моди» присвячений виключно моді, на острові Isla Moda буде обширна інфраструктура: 3 розкішних готелі, інтер'єр яких буде виконаний найвідомішими дизайнерами; 150 вілл з особистими пляжами; елінги, де будуть паркуватися найдорожчі яхти світу; спа-курорт і модні бутіки відомих люксових брендів, а також спеціальні студії для проведення безпосередньо модних заходів. Проєкт має завершитися до 2014 року.

## Екологія
На відміну від будівельників та ідейних натхненників проєкту «Світ» екологи побоюються настільки серйозних змін, що відбуваються в акваторії Перської затоки. Неодноразово були висловлені побоювання з приводу негативного впливу нових островів на флору і фауну прибережної зони. Екологи вважають, що острови можуть порушити природний баланс, а використання бухти Перської Затоки призведе до забруднення. Потрібно відзначити, що уряд Дубаю прислухається до зауважень екологів, оскільки сама зацікавлена у розвитку туристичної галузі. Зокрема, навколо островів були встановлені штучні рифи, на яких створюються сприятливі умови для проживання морських мешканців. На центральних островах архіпелагу The World встановлять станції з опріснення та очищення води. Планується використання екологічно чистих джерел енергії.
Наступна проблема, з якою зіткнулися автори проєкту The World — застоювання води в бухтах архіпелагу. З цим важко боротися, оскільки комплекс островів обрамлений 26-кілометровим хвилерізом висотою в 4 метри, що робить його безпечним, але заважає оновленню води.
У лютому 2010 року Daily Mail повідомила, що острови йдуть назад в море. Це пізніше заперечувалося Nakheel і незалежними технічними звітами. Незважаючи на спростування, Daily Telegraph повідомила в січні 2011, що незалежна компанія, Pinguin Marine, провела перевірку на ерозію островів.

## Чи потонуть острови
Архіпелаг «The World», попри те, що повністю оточений водою, сконструйований надзвичайно надійно — штучні острови можуть зникнути під водою не раніше, ніж через 800 або 4000 років, пише Prian.Ru з посиланням на Arabian Business.
Компанія Nakheel спростувала слова Річарда Бренсона про те, що дані об'єкти через 50 років можуть зникнути під водою в результаті змін клімату на планеті. На думку Шона Ленегана, радника з питань екології компанії Nakheel, острови підуть під воду не раніше, ніж через 800 років. «За останні сто років рівень води в Арабській затоці підвищився на 12 см. Ще через сто років він буде підвищуватися в межах від 12 до 50 см кожен вік», — заявив пан Ленеган. — «Ми врахували дані фактори при будівництві наших островів і побудуємо Palm Jumeirah на висоті 4 метрів над рівнем моря».

## Продаж островів
За планами острова будуть поділені на комерційні та приватні. На приватних островах будуть розташовані найрозкішніші будинки планети. Придбати острів в «The World» може далеко не кожен: компанія-забудовник Nakheel сама розсилає запрошення (по 50 штук на рік) найбагатшій еліті.
Як зазначає генеральний керуючий Хамза Мустафал, є певний процес економічної перевірки. Покупець повинен бути відомим на міжнародній арені.
«Гренландію» зарахував до своїх володінь шейх Мактум.
Компанія Nakheel залишила за собою право розпоряджатися 20 островами, розташованими в «Північній Америці» архіпелагу «Світ». Цей курорт отримав назву «Коралові острови».

## Відомі покупці
- 30 березня 2006: Британський мільярдер, сер Річард Бренсон придбав «Велику Британію» і здійснив перший переліт Дубай — «Велика Британія» на своєму приватному літаку Virgin Atlantic Airways[22].
- 23 березня 2007: Ірландські бізнесмени Джон О'Долан, Ноел Коннелан, Рей Нортон і Андрю Бретт придбали острів «Ірландія»[5]. Остаточна назва острова, яку йому дали нові господарі — «Ірландія під сонцем»[23].
- 11 жовтня 2007: Бізнесмен, директор Zhongzhou International Holding Group (ZIHG) пан Бін Ху придбав острів «Шанхай» і групу островів «Китай»[24].
- 15 листопада 2007: Бред Пітт і Анжеліна Джолі придбали острів «Ефіопія»[25].
- 21 січня 2008: Продано найдорожчий острів «Марково». Ім'я покупця не розголошується[26].
- 25 лютого 2008: Dubai Multi Commodities Centre придбала острів в Антарктичному океані[5].
- 28 грудня 2008: Turkey's MNG Holdings придбала острів «Туреччина»[5].
- 17 грудня 2009: Kleindienst Group придбала 6 островів — «Австрія», «Німеччина», «Нідерланди», «Санкт-Петербург», «Швеція» і «Швейцарія»[5]. Острови були об'єднані під загальною назвою «Серце Європи»[27].

## Дизайн готелів
- Розробити дизайн готелю на острові Isla Moda було запропоновано Вікторії Бекхем в грудні 2009 року. Вікторія ще не дала своєї згоди на участь у проєкті[28].
- Розробка комплексного дизайну острова Isla Moda доручена кутюр'є Карлу Лагерфельфу[28].
- У березні 2010 перший готель у Дубаї представив Джорджіо Армані[28].
- Модний дім Versace також планує завершити найближчим часом будівництво розкішного курорту на Дубайському узбережжі[28].
- Готельна мережа Rezidor виводить на ринок готелі під брендом модного будинку Missoni[28].

## Цікаві факти
- Ціна за острови досягає 38 мільйонів доларів і змінюється в залежності від розташування, розміру, і близькості до інших островів[29].
- Доступ до всіх 300 островів буде здійснюватися морським або повітряним транспортом, регулярними (кожні 15 хвилин) поромами, а також приватними яхтами і катерами. На кожному острові будуть обладнані стоянки для яхт, що відповідають всім міжнародним стандартам[30].
- Конфіденційність «Світу» буде забезпечуватися перевірками службою безпеки на в'їзді до «Світу»[30].
- Острови також спроєктовані таким чином, щоб уникнути будь-яких ушкоджень у разі землетрусу. Протягом декількох років після завершення будівництва, і коли проростуть рослини і корали, буде неможливо помітити, що острови були створені штучно[30].
- Поїздка від узбережжя Дубая до «Світу» буде потребувати близько 20 хвилин[30].

## Ресурси Інтернету
- Вікісховище має мультимедійні дані за темою:  The World
- Стаття російською на membrana.ru
- Welcome to The World — Офіційний сайт.
- The World Islands [Архівовано 18 січня 2013 у Wayback Machine.] — У новинах ОАЕ.
- Рекламний ролик The World